# عبد العزيز الجهني
عبد العزيز جزاء الجهني لاعب كرة قدم سعودي ، يلعب لاعب وسط حالياً في نادي القلعة.

## مسيرة اللاعب
لعب سابقاً في نادي الصقور ونادي الروضة ونادي الدرعية ونادي القلعة.